# Sumpigaster sumatrensis
Sumpigaster sumatrensis är en tvåvingeart som beskrevs av Townsend 1926. Sumpigaster sumatrensis ingår i släktet Sumpigaster och familjen parasitflugor. Inga underarter finns listade i Catalogue of Life.